# Sovicille
Sovicille és un comune (municipi) de la província de Siena, a la regió italiana de la Toscana, situat uns 60 km al sud de Florència i uns 10 km al sud-oest de Siena.
Limita amb els municipis de Casole d'Elsa, Chiusdino, Monteriggioni, Monteroni d'Arbia, Monticiano, Murlo i Siena.

## Evolució demogràfica
| Gràfica d'evolució demogràfica de Sovicille entre 1861 i |
|                                                          |